# Vissókaia Gorà
Vissókaia Gorà (en rus: Высокая Гора) és un poble de l'óblast de Kírov, a Rússia, segons el cens del 2010 tenia 72. Pertany al districte (raion) de Viàtskie Poliani.